# 韻事
《韻事》（浮き名，Ukina／Scandal）是日本音樂家椎名林檎的第二張精選輯，同時也是唱片公司為紀念椎名林檎出道十五週年所發行的作品，和現場錄音專輯《蜜月抄》、影音MV合輯《LiVE》及音樂MV合輯《The Sexual Healing Total Care Course 120min.》一同於2013年11月13日由EMI Music Japan／Universal Music發行。初回限定版為「特殊紙盒包裝、未發表寫真照及專輯《韻事》訪談」。
在專輯銷售成績方面，本張專輯在日本Oricon銷售榜上最高位居單週第5名，名列2013年年度銷售榜第195位。

## 專輯概要
《韻事》是椎名林檎繼2008年發行《我．放電》後，睽違五年的精選輯，也是繼2009年發行原創專輯《三文八卦》以來，睽違四年的作品。同時，這張專輯也是唱片公司為慶祝椎名林檎出道十五週年所發行的作品。本張精選輯收錄椎名林檎自出道以來以客座歌手的身分和其他歌手合作的歌曲。此外，本張精選輯還收錄了最早曾在《RISING SUN ROCK FESTIVAL 2008 in EZO》演出，由美國音樂製作人伯特·巴卡拉克提供的歌曲「IT WAS YOU」、日本音樂製作人中田康貴所製作的新曲「熱愛發覺中」以及先前發售的作品「Between Today and Tomorrow」和「殺手千鈞一髮」。專輯封面的插畫是由宇野亞喜良所製作。
在專輯發售時程上，新專輯發行的消息最早於2013年9月11日發佈，同時也表示將舉行《椎名林檎十五周年 黨大會 平成二十五年神山町大會》演唱會。10月2日更表示將舉辦林檎班會員限定的演唱會《椎名林檎十五周年 班大會 平成二十五年濱離宮大會》。11月1日則開始接受「IT WAS YOU」的音樂錄影帶視聽服務，一個禮拜後11月8日則於影音網站Youtube提供歌曲「熱愛發覺中」音樂錄影帶視聽服務。而因為椎名林檎在歌曲「熱愛發覺中」音樂錄影帶中性感的打扮，讓影片在三天內撥放次數超過一百萬次，因此11月13日則開始提供歌曲「熱愛發覺中」完整版音樂錄影帶視聽服務。日本於11月13日發行專輯，香港也於當日同步發行作品，台灣則等到一個月後的12月13日同步發行進口版與台壓版。
最後，在專輯銷售成績方面，專輯在發行當週以2.1萬張的銷售量在日本Oricon銷售榜上位居第5名，總計在Oriocn銷售榜上榜8週，累積銷售達3.5萬張，名列2013年年銷售榜第195位。

### 音樂錄影帶

在音樂錄影帶中椎名林檎首次挑戰了以舞蹈為首的動作場面

在歌曲「熱愛發覺中」的音樂錄影帶中，主角椎名林檎飾演一位為了替被狗仔隊殺死的夥伴報仇，而孤軍深入敵營戰鬥的女人。椎名林檎在音樂錄影帶中不但與舞團Idevian Crew合作，還首次挑戰了以舞蹈為首的動作場面，還一人分飾二角，展現精湛的演技。而身穿馬甲打敗敵人的椎名林檎，其性感的打扮讓影片在三天內撥放次數超過一百萬次。

### 獲獎紀錄
MTV日本音樂錄影帶大獎
- （2014）－BEST COLLABORATION VIDEO－《殺手千鈞一髮》（提名）

### 先行發售單曲
- Between Today and Tomorrow（2012年1月7日，數位下載）
(日本) iTunes Store週銷售排行榜：#1
- 殺手千鈞一髮（2013年6月26日，單曲）
(日本) Oricon單曲週銷售排行榜：#8[15]
(日本) Oricon單曲2013年銷售排行榜：#531

## 批評及評價
不管是在音樂網站CD Journal的評論家或是Skream!上的音樂評論家沖清子都表示這張精選輯內的歌曲強烈地展現出椎名林檎的風格。音樂網站CD Journal特別推薦聽者聆聽歌曲「熱愛發覺中」，在這首歌曲中聽者很容易與歌曲產生共鳴。而音樂評論家沖清子則表示雖然這張精選輯是收錄各個不同類型的歌曲，但椎名林檎總是能夠把它們融合成一張專輯 。

## 曲目
| 椎名林檎【韻事】 | 椎名林檎【韻事】                                                      | 椎名林檎【韻事】        | 椎名林檎【韻事】        | 椎名林檎【韻事】 |
| 曲序             | 曲目                                                                  |                         | 作曲                    | 时长             |
| ---------------- | --------------------------------------------------------------------- | ----------------------- | ----------------------- | ---------------- |
| 1.               | 溫柔哲學（富田惠一 feat. 椎名林檎）                                   | 椎名林檎                | 富田惠一                | 4:59             |
| 2.               | CRAZY DAYS CRAZY FEELING（ZAZEN BOYS）                                | 向井秀徳                | 向井秀徳                | 3:52             |
| 3.               | Rockin' Luuula（MO'SOME TONEBENDER）                                  | 百百和宏                | 百百和宏                | 2:56             |
| 4.               | IT WAS YOU（椎名林檎和齋藤毅）                                        | 伯特·巴卡拉克, 東尼奧·K | 伯特·巴卡拉克, 東尼奧·K | 3:53             |
| 5.               | Rock & Hammer（谷口崇）                                               | 谷口崇                  | 谷口崇                  | 4:33             |
| 6.               | You make me feel so bad（ZAZEN BOYS）                                 | 向井秀徳                | 向井秀徳                | 3:02             |
| 7.               | 熱愛發覺中（椎名林檎和中田康貴（CAPSULE））                           | 椎名林檎                | 椎名林檎                | 3:29             |
| 8.               | MY FOOLISH HEART ～crazy on earth～（SOIL&"PIMP"SESSIONS×椎名林檎）   | 椎名林檎                | 丈青, 元晴              | 4:17             |
| 9.               | 甜蜜病症 feat. 椎名林檎（MABOROSHI）                                  | 坂間大介, 椎名林檎      | MABOROSHI, 椎名林檎     | 4:04             |
| 10.              | 太危險（浅井健一）                                                    | 淺井健一                | 浅井健一                | 3:54             |
| 11.              | becoming（谷口崇）                                                    | 谷口崇                  | 谷口崇, 幸克哉          | 4:54             |
| 12.              | 閃亮武士 feat. Deyonna（池田貴史）                                    | 池田貴史                | 池田貴史                | 4:06             |
| 13.              | 殺手千鈞一髮（SOIL&"PIMP"SESSIONS和椎名林檎）                         | 椎名林檎                | 椎名林檎, 椨智紹        | 2:33             |
| 14.              | APPLE（鄭東和 with 椎名林檎）                                         | 鄭東和                  | 鄭東和                  | 3:54             |
| 15.              | Between Today and Tomorrow（椎名林檎和齋藤毅）                        |                         | 椎名林檎                | 4:01             |
| 16.              | MY FOOLISH HEART ～crazy in shibuya～（SOIL&"PIMP"SESSIONS×椎名林檎） | 椎名林檎                | 丈青, 元晴              | 4:39             |
| 总时长：         | 总时长：                                                              | 总时长：                | 总时长：                | 1:03:13          |

### 曲目介紹
1. 溫柔哲學（日语：やさしい哲学）
原唱：富田惠一  feat. 椎名林檎
2. CRAZY DAYS CRAZY FEELING
原唱：ZAZEN BOYS
3. Rockin' Luuula（日语：ロッキンルーラ）
原唱：MO'SOME TONEBENDER
4. IT WAS YOU
原唱：椎名林檎和齋藤毅（日语：斎藤ネコ）
5. Rock & Hammer
原唱：谷口崇
6. You make me feel so bad
原唱：ZAZEN BOYS
7. 熱愛發覺中（日语：熱愛発覚中）
原唱：椎名林檎和中田康貴（CAPSULE）
8. MY FOOLISH HEART ～crazy on earth～
原唱：SOIL&"PIMP"SESSIONS×椎名林檎
9. 甜蜜病症 feat. 椎名林檎（日语：あまいやまい feat. 椎名林檎）
原唱：MABOROSHI
10. 太危險（日语：危険すぎる）
原唱：浅井健一
11. becoming
原唱：谷口崇
12. 閃亮武士 feat. Deyonna（日语：きらきら武士 feat. Deyonná）
原唱：池田貴史（日语：レキシ）
13. 殺手千鈞一髮（日语：殺し屋危機一髪）
原唱：SOIL&"PIMP"SESSIONS和椎名林檎
14. APPLE
原唱：鄭東和 with 椎名林檎
15. Between Today and Tomorrow
原唱：椎名林檎和齋藤毅
16. MY FOOLISH HEART ～crazy in shibuya～
原唱：SOIL&"PIMP"SESSIONS×椎名林檎

## 銷售排行

### Oricon 銷售榜(日本)
《韻事》於11月13日發行專輯。發行首週，在日本公信榜Oricon的專輯榜2013年11月第2週付的榜單中以21,365張銷售量居單週第五名，同禮拜銷售冠軍為銷售突破4.8萬張的歌舞團體放浪新世代 from 放浪一族的首張專輯《GENERATIONS (GENERATIONS專輯)》，而同天發行的現場錄音專輯《蜜月抄》則以14,946張銷售量居單週第六名。第二週則以銷售量5,710張居單周第十八位，同禮拜銷售冠軍為樂團色情塗鴉的單曲精選合輯《PORNOGRAFFITTI 15th Anniversary "ALL TIME SINGLES"》。總計在日本公信榜Oricon的專輯榜上榜8週，累積銷售達3.5萬張，名列2013年年銷售榜第195位。
| 名稱                | Oricon銷售榜 | 初登場 | 初登場 | 最高  | 最高   | 總銷售量 | 累積上榜次數 |
| 名稱                | Oricon銷售榜 | 排 行  | 銷售量 | 排 行 | 銷售量 | 總銷售量 | 累積上榜次數 |
| ------------------- | ------------ | ------ | ------ | ----- | ------ | -------- | ------------ |
| 2013年11月13日 韻事 | 週銷售排行榜 | #5     | 21,365 | #5    | 21,365 | 34,515   | 8週          |
| 2013年11月13日 韻事 | 月銷售排行榜 | #16    | 30,294 | #16   | 30,294 | 34,515   | 8週          |
| 2013年11月13日 韻事 | 年銷售排行榜 | #195   | 31,710 | #195  | 31,710 | 34,515   | 8週          |

### 其他銷售榜
| 排行榜名稱                          | 最高排名 |
| ----------------------------------- | -------- |
| (日本) Soundscan：CD Album Top 20   | #2       |
| (日本) 告示牌百強單曲榜(熱愛發覺中) | #6       |
| (台灣) G-Music：東洋榜              | #10      |
| (台灣) 五大唱片：日韓榜             | #17      |

## 發行歷史
| 國家 | 發行日期       | 發行形式   | 唱片公司                         | 商品編號   |
| ---- | -------------- | ---------- | -------------------------------- | ---------- |
| 日本 | 2013年11月13日 | 初回限定盤 | EMI Music Japan／Universal Music | TYCT-69005 |
| 日本 | 2013年11月13日 | 通常盤     | EMI Music Japan／Universal Music | TYCT-60008 |
| 香港 | 2013年11月13日 | CD(台壓盤) | 香港環球音樂                     | 0635445    |
| 台灣 | 2013年12月13日 | CD(台壓盤) | 台灣環球音樂                     | 0635445    |
| 台灣 | 2013年12月13日 | CD(進口盤) | 台灣環球音樂                     | TYCT-60008 |

## 宣傳行程
| 類型   | 日期       | 名稱                                           |
| ------ | ---------- | ---------------------------------------------- |
| 演唱會 | 2013/11    | 椎名林檎十五周年 黨大會 平成二十五年神山町大會 |
| 演唱會 | 2013/11/29 | 椎名林檎十五周年 班大會 平成二十五年濱離宮大會 |

## 脚注